# Irene Narezo Dragoné
Irene Narezo Dragoné (San Luis Potosí, 12 de setembre de 1891 – Barcelona, 9 de setembre de 1970), va ser una pintora d'origen mexica que va viure entre Barcelona i París.
La pintura de Narezo inclou paisatges i, molt especialment, retrats de dona. La Ilustració Catalana la definia com "una pintora realment personal, que sap donar a una visió realista de les coses un ambient de suau poesia i sensibilitat". La seva producció es limita al primer període, ja que després del seu trasllat a París va optar per abandonar la producció pròpia per donar suport a l'activitat artística del seu marit, el pintor Federico Beltran.

## Origen familiar
El seu pare, Pau Narezo havia emigrat a Mèxic, a San Luis de Potosí el 1888, on es va casar amb Sara Dragoné Miranda, d'una família noble i rica. Irene era la segona de quatre germans: Alfonso, Irene, Amelia i Enrique.
El 1897 marxen de Mèxic degut a la inestabilitat econòmica i s'instal·len a Frama, a la vall de Liébana, d'on era original en Pau Narezo. Al poc temps, decideixen instal·lar-se a Barcelona, a "Villa Glòria", a la Travessera de Dalt, i mantenir la casa de Frama per estiuejar.
El pare d'Irene va morir el 1902.

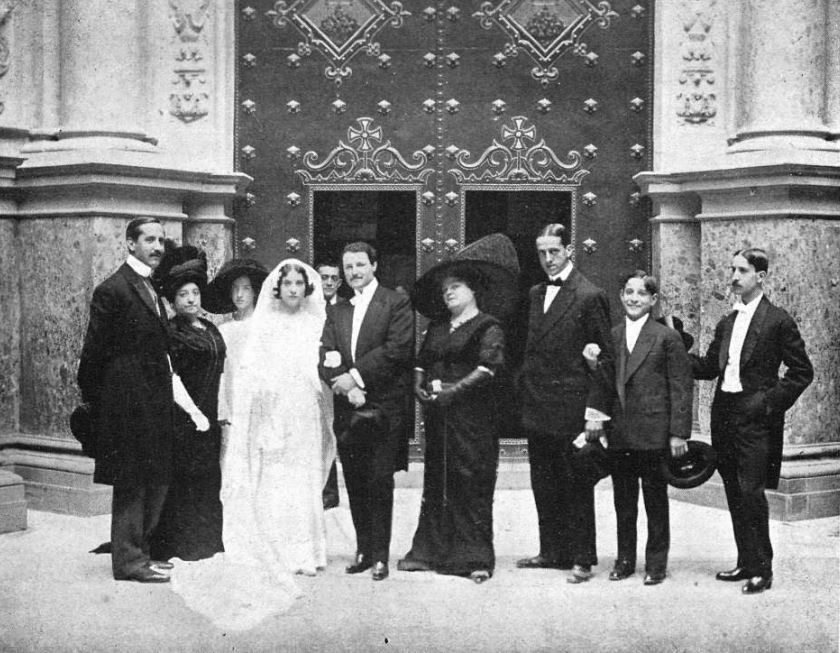
Casament d'Irene Narezo amb Federico Beltrán el 1911

Uns anys més tard, Sarah Dragoné va conèixer Federico Beltrán, un jove pintor que havia rebut formació de Joaquín Sorolla. La recent mort del seu pare el feia passar per un mal moment econòmic i Sarah li va adquirir algunes obres i li va encarregar classes de pintura per les seves filles. Irene, qui des de la seva infància havia mostrat una qualitat innata pel dibuix, va destacar en el seu aprenentatge. Pintor i alumna feien sortides als entorns naturals de Frama on trobar inspiració i matèria de pràctica. Amb el temps va començar l'idil·li entre els dos joves amb el clar suport de Sarah. El llarg festeig entre Irene i Federico va augmentar els vincles entre les dues famílies. Així, el pintor i la mare d'aquest van estar convidats a passar l'estiu del 1908 a la casa de Frama, i sovint passaven temporades junts a Villa Gloria, a Barcelona.
Irene, amb vint anys, i Federico, amb vint-i-sis, varen contraure matrimoni al cambril de la Mare de Déu del Monestir de Montserrat, el 27 de setembre de 1911.
Després de les noces varen fer un viatge per Europa per visitar els principals museus i col·leccions on poder aprendre de l'estil i tècnica dels grans mestres de la pintura. L'artista va declarar «Em vaig interessar per l'obra de Rembrandt. Vaig començar a estudiar aquest mestre al Louvre, seguint-lo per Europa, en especial pels pobles d'Holanda, fins a arribar als Síndics,al Museu d'Amsterdam. Cap obra humana m'ha causat una sensació tan profunda.».

## Primeres obres

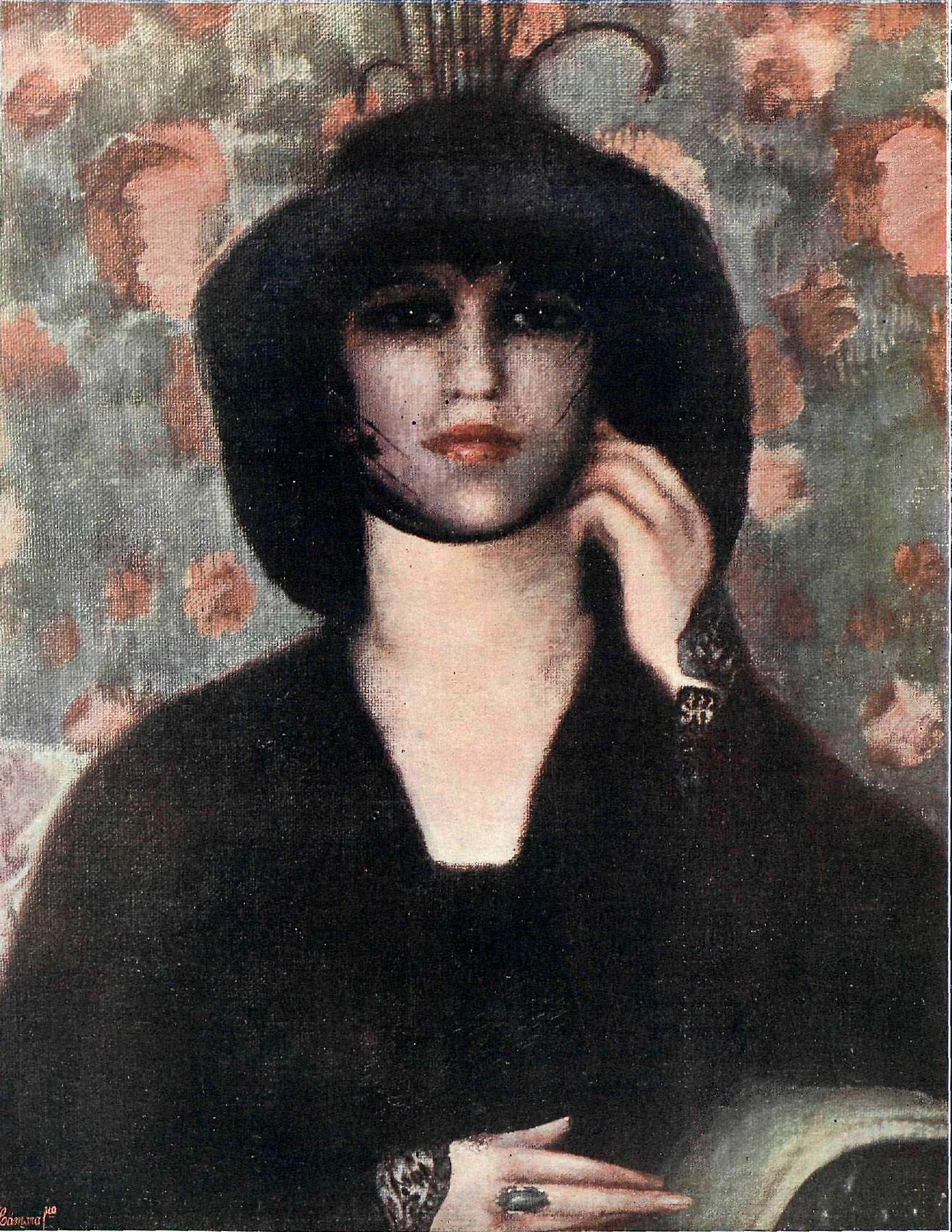
L'endolada, 1915. Una de les seves obres més valorades per la crítica. Ubicació desconeguda..

Quan reprèn l'activitat en tornar d'Europa, Irene es va concentrar a preparar la seva primera exposició individual. Realitzada a la Sala Parés, durant els mesos d'octubre i novembre de 1915, va ser l'única exposició individual de l'artista.
La mostra va aconseguir molt bona crítica i una destacable acceptació per part de la comunitat artística. La revista Feminal li va dedicar un reportatge a doble pàgina, on destacava la solidesa del seu estil tot i tractar-se d'una jove artista: «La sobtada revelació d'aquesta notabilíssima artista, no es sinó un d'aquells sublims miracles obrats per l'amor en l'ànima femenina. ... Altrement, es indubtable qu'en l'ànima de la graciosa donzella, dormien les llevors de l'art qu'avuy la coloca en tan bon lloch entre'ls pintors joves de nostra terra». La revista especialitzada La Esfera va aprofitar per a fer un reportatge amb fotografies d'algunes obres i també de la família a la seva casa de Barcelona. L'autor afirmava: «tant els retrats de dones com els paisatges tenen detalls d'un primitivisme encantador, d'una subtilíssima innocència, molt més laudable que força mestratges tècnics» També El Diluvio va publicar una crònica posterior a l'exposició on elogiava «la personalització d'un temperament femení en harmonia amb l'educació artística més refinada».
Es va editar un catàleg de la mostra amb reproduccions de tots els seves obres, que ha permès conèixer la seva producció, bona part de la qual actualment és en parador desconegut.

## Trasllat a París

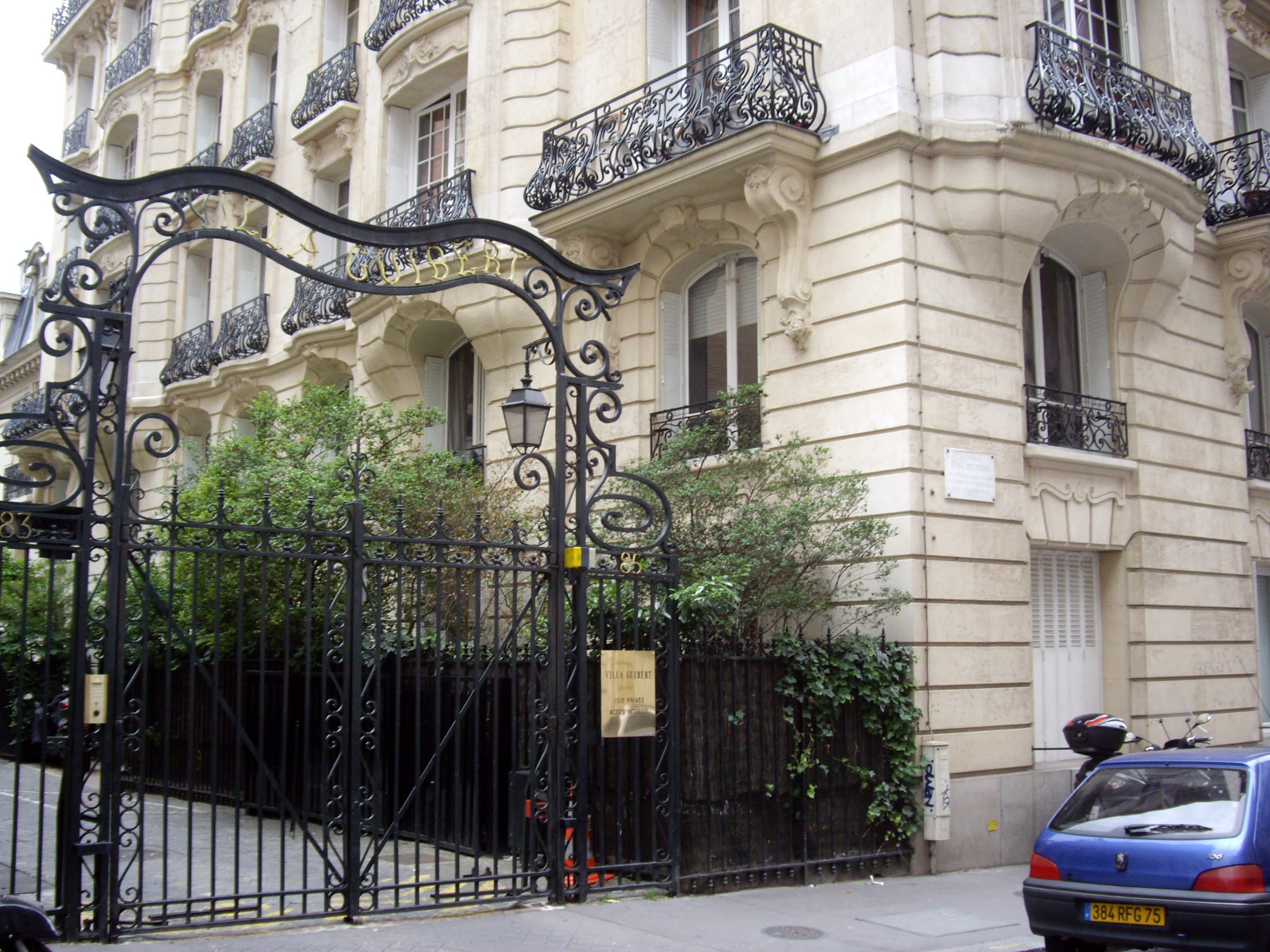
Villa Guibert, a Passy

El 1916 la família decideix traslladar-se a París i vendre la casa de Barcelona. Varen llogar Villa Guibert, una casa palau de les conegudes com hotel particulier al barri de Passy. Era una gran edifici amb espai per a tota la família i un gran estudi on treballar.
El trasllat i adaptació a la ciutat i l'idioma va suposar un trasbals per Irene i la seva trajectòria artística es va ressentir i cada cop hi dedicava menys temps a la creació.
Quan el seu marit va presentar obra a l'exposició Hispano Francesa de Belles Arts de Saragossa de 1919, ella també va presentar dos quadres, un d'ells era L'endolada, amb el que va aconseguir el Gran Diploma d'Honor de la mostra. A més, va tenir la responsabilitat del muntatge de la secció espanyola.
La Biennal de Venècia de 1920 va dedicar una sala completa per exposar vint-i-dos obres del seu marit Federico Beltrán Masses i va suposar una gran fama i l'èxit comercial del pintor. Aquest fet va coincidir amb la sobtada mort de la mare d'Irene, Sarah Dragoné, i la va portar a abandonar la pintura i es va dedicar en exclusiva a donar suport al seu espòs i ajudar-lo a l'estudi.
Juntament amb Fernández Balbuena, Benjamín Palencia, Saénz de Tejada, Timoteo Pérez Rubio, José Frau, José Planes, Narezo va ser enquadrada al moviment dels artistes preibèrics.
El 1925 va participar en l'Exposició d'Artistes Ibèrics, a Madrid, organitzada per Gabriel García Maroto, si bé es desconeix amb quines obres. El 1927 li van atorgar el Diploma d'honor de l'Exposició Internacional de Belles Arts de Bordeus.
Irene i Federico van continuar residint a la Villa Guibert fins al 1944, és a dir fins al final de l'ocupació alemanya de París, quan es van traslladar a l'Avenue Raphael, de la capital. Allà van residir fins que Federico té problemes de salut el 1946 i decideix tornar a Espanya. Irene es va quedar a París organitzant el trasllat i tancar la casa. Fins un any més tard, Irene no va poder enllestir el viatge de tornada i va poder reunir-se amb el seu marit a Barcelona.
El 4 d'agost de 1947, el Ministeri d'Educació Nacional va atorgar la Creu d'Alfons X el Savi a Irene Narezo pels seus mèrits.

## Retorn a Barcelona
Un cop a Barcelona, Irene i Federico es van instal·lar a l'hotel Ritz, ja que consideraven que a seva estada seria temporal i tenien la idea de retornar a París. La salut de Federico va empitjorar i va morir el 4 d'octubre de 1949.
Irene es va instal·lar amb la família del doctor Salom, uns amics que la van acollir i facilitar un espai a la seva clínica a l'Eixample de Barcelona. Amb ells va passar els seus darrers anys, amb una breu estada a París on va constatar que no podia refer la vida que havia tingut i va optar per recuperar tota l'obra del seu marit que havia guardat a casa d'amics i tornar definitivament a Barcelona.
Irene Narezo va morir el 9 de setembre de 1970.
La seva relació al llarg de més de vint anys amb la família Salom va forjar una relació que es va estendre més enllà de la seva mort. L'estreta col·laboració que va tenir de la jove María Victoria Salom Vidal, per recopilar i documentar el llegat de Federico Beltran, va permetre a aquesta crear l'Arxiu Federico Beltran Masses, que actualment dirigeix.